# Lista odcinków serialu Star Trek: Stacja kosmiczna
Poniżej znajduje się lista odcinków serialu telewizyjnego Star Trek: Stacja kosmiczna (ang. Star Trek: Deep Space Nine).
Serial składa się łącznie ze 176 odcinków, w siedmiu sezonach, po 26 odcinków każdy, z wyjątkiem sezonu pierwszego, który liczy 20 odcinków. Odcinek premierowy (Emissary), odcinek The Way of the Warrior oraz finał serialu (What You Leave Behind) miały swoje premiery w postaci odcinków o podwójnej długości, które później były emitowane oddzielnie. Pierwsza emisja telewizyjna serialu trwała od stycznia 1993 do czerwca 1999 roku
| Sezon | Sezon | Odcinki | Premiera sezonu     | Finał sezonu    | Wydanie DVD         | Wydanie DVD          |
| Sezon | Sezon | Odcinki | Premiera sezonu     | Finał sezonu    | Region 1            | Region 2             |
| ----- | ----- | ------- | ------------------- | --------------- | ------------------- | -------------------- |
|       | 1     | 20      | 3 stycznia 1993     | 20 czerwca 1993 | 25 lutego 2003      | 24 marca 2003        |
|       | 2     | 26      | 26 września 1993    | 12 czerwca 1994 | 1 kwietnia 2003     | 28 kwietnia 2003     |
|       | 3     | 26      | 26 września 1994    | 19 czerwca 1995 | 3 czerwca 2003      | 23 czerwca 2003      |
|       | 4     | 26      | 2 października 1995 | 17 czerwca 1996 | 5 sierpnia 2003     | 25 sierpnia 2003     |
|       | 5     | 26      | 30 września 1996    | 16 czerwca 1997 | 7 października 2003 | 27 października 2003 |
|       | 6     | 26      | 29 września 1997    | 17 czerwca 1998 | 4 listopada 2003    | 8 grudnia 2003       |
|       | 7     | 26      | 30 września 1998    | 2 czerwca 1999  | 2 grudnia 2003      | 22 grudnia 2003      |

## Sezon 1 (1993)
| 1x01/1x02 | Emissary                     | David Carson     | Michael Piller, Rick Berman                                           | 3 stycznia 1993  |
| Na opuszczoną przez Kardasjan stację Deep Space Nine, na orbicie planety Bajor, przybywa nowa załoga dowodzona przez komandora Sisko. Odkrywa on znajdujący się w pobliżu stabilny tunel czasoprzestrzenny, prowadzący do Kwadrantu Gamma. |                              |                  |                                                                       |                  |
| 1x03 | Past Prologue                | Winrich Kolbe    | Katharyn Powers                                                       | 10 stycznia 1993 |
| Bajorański terrorysta i zarazem dawny znajomy Kiry Nerys z ruchu oporu prosi o azyl na stacji. Wystawia on na próbę lojalność Kiry wobec Federacji. Garak, kardasjański krawiec, niespodziewanie nawiązuje znajomość z doktorem Bashirem.  |                              |                  |                                                                       |                  |
| 1x04 | A Man Alone                  | Paul Lynch       | Michael Piller, Gerald Sanford                                        | 17 stycznia 1993 |
| Na stacji zostaje zamordowany bajorański przestępca. Głównym podejrzanym staje się szef ochrony Odo. |                              |                  |                                                                       |                  |
| 1x05 | Babel                        | Paul Lynch       | Michael McGreevey, Naren Shankar, Sally Caves, Ira Steven Behr        | 24 stycznia 1993 |
| Tajemniczy wirus wywołuje na stacji epidemię zagrażającej życiu afazji. |                              |                  |                                                                       |                  |
| 1x06 | Captive Pursuit              | Corey Allen      | Jill Sherman Donner, Michael Piller                                   | 31 stycznia 1993 |
| O’Brien zaprzyjaźnia się z przybyszem z Kwadrantu Gamma, który okazuje się być tropioną przez łowców zwierzyną. |                              |                  |                                                                       |                  |
| 1x07 | Q-Less                       | Paul Lynch       | Robert Hewitt Wolfe, Hannah Louise Shearer                            | 7 lutego 1993    |
| Archeolog Vash i towarzyszący jej Q przybywają na DS9. Nieznana siła zagraża zniszczeniem stacji. |                              |                  |                                                                       |                  |
| 1x08 | Dax                          | David Carson     | D. C. Fontana, Peter Allan Fields                                     | 14 lutego 1993   |
| Jadzia Dax zostaje oskarżona o morderstwo, które miał popełnić w poprzednim wcieleniu jej symbiont. |                              |                  |                                                                       |                  |
| 1x09 | The Passenger                | Paul Lynch       | Morgan Gendel, Robert Hewitt Wolfe, Michael Piller                    | 21 lutego 1993   |
| Niebezpieczny przestępca próbuje przedłużyć swoje życie, ukrywając swoją świadomość w mózgu członka załogi stacji. |                              |                  |                                                                       |                  |
| 1x10 | Move Along Home              | David Carson     | Frederick Rappaport, Lisa Rich, Jeanne Carrigan-Fauci, Michael Piller | 14 marca 1993    |
| Delegacja obcej rasy z Kwadrantu Gamma zmienia członków załogi stacji w pionki wewnątrz dziwnej gry. |                              |                  |                                                                       |                  |
| 1x11 | The Nagus                    | David Livingston | Ira Steven Behr, David Livingston                                     | 21 marca 1993    |
| Quark niespodziewanie zostaje mianowany przywódcą finansowego imperium Ferengi i staje się celem zamachów na życie. |                              |                  |                                                                       |                  |
| 1x12 | Vortex                       | Winrich Kolbe    | Sam Rolfe                                                             | 18 kwietnia 1993 |
| Pochodzący z Kwadrantu Gamma przestępca twierdzi, że może skontaktować Odo z innymi Zmiennokształtnymi. |                              |                  |                                                                       |                  |
| 1x13 | Battle Lines                 | Paul Lynch       | Hilary J. Bader, Richard Danus, Evan Carlos Somers                    | 25 kwietnia 1993 |
| Sisko, Kira i Bashir wraz z bajorańską przywódczynią religijną rozbijają się na ogarniętej wojną planecie, na której walczący nie mogą umrzeć.                                                                                             |                              |                  |                                                                       |                  |
| 1x14 | The Storyteller              | David Livingston | Kurt Michael Bensmiller, Ira Steven Behr                              | 2 maja 1993      |
| O’Brien wbrew swej woli zostaje wybrany do ratowania bajorańskiej wioski przed tajemniczym potworem. |                              |                  |                                                                       |                  |
| 1x15 | Progress                     | Les Landau       | Peter Allan Fields                                                    | 9 maja 1993      |
| Uparty bajorański farmer odmawia opuszczenia domu na księżycu, który ma stać się niezdatnym do życia. Zostaje do niego wysłana Kira. |                              |                  |                                                                       |                  |
| 1x16 | If Wishes Were Horses        | Robert Legato    | Nell McCue Crawford, William L. Crawford, Michael Piller              | 16 maja 1993     |
| Gdy na DS9 materializują się postacie z fantazji jej mieszkańców, stacji zaczyna też zagrażać realne niebezpieczeństwo. |                              |                  |                                                                       |                  |
| 1x17 | The Forsaken                 | Les Landau       | Don Carlos Dunaway, Michael Piller, Jim Trombetta                     | 23 maja 1993     |
| Ambasador Lwaxana Troi pragnie romansu z Odo. Obcy program komputerowy zakłóca funkcjonowanie systemów stacji. |                              |                  |                                                                       |                  |
| 1x18 | Dramatis Personae            | Cliff Bole       | Joe Menosky                                                           | 30 maja 1993     |
| Pod wpływem obcej siły Kira i Sisko stają przeciwko sobie do walki o władzę nad stacją. |                              |                  |                                                                       |                  |
| 1x19 | Duet                         | James L. Conway  | Peter Allan Fields, Lisa Rich, Jeanne Carrigan-Fauci                  | 13 czerwca 1993  |
| Kira odkrywa, że odwiedzający stację Kardasjanin może być poszukiwanym zbrodniarzem wojennym. |                              |                  |                                                                       |                  |
| 1x20 | In the Hands of the Prophets | David Livingston | Robert Hewitt Wolfe                                                   | 20 czerwca 1993  |
| Vedek Winn, konserwatywna bajorańska przywódczyni, wywołuje na stacji konflikt religijny między Bajoranami a Federacją. |                              |                  |                                                                       |                  |

## Sezon 2 (1993-1994)
| 2x01 | The Homecoming       | Winrich Kolbe    | Ira Steven Behr, Jeri Taylor                                           | 26 września 1993     |
| Kira ratuje bohatera bajorańskiego ruchu oporu z kardasjańskiej niewoli. Ekstremistyczna grupa chce przejąć kontrolę nad Bajorem.                                                                  |                      |                  |                                                                        |                      |
| 2x02 | The Circle           | Corey Allen      | Peter Allan Fields                                                     | 3 października 1993  |
| Zwolniona ze swego stanowiska Kira wraca na Bajor. Załoga stacji dowiaduje się, że za przewrotem na planecie stoją Kardasjanie.                                                                    |                      |                  |                                                                        |                      |
| 2x03 | The Siege            | Winrich Kolbe    | Michael Piller                                                         | 10 października 1993 |
| Sisko stawia opór Bajoranom, którzy siłą zajmują stację. Kira i Dax desperacko próbują dostać się na Bajor, aby ujawnić prawdę o przewrocie.                                                       |                      |                  |                                                                        |                      |
| 2x04 | Invasive Procedures  | Les Landau       | John Whelpley, Robert Hewitt Wolfe                                     | 17 października 1993 |
| Załoga musi walczyć o życie Jadzii Dax, gdy zdesperowany Trill kradnie jej symbionta i bierze załogę za zakładników.                                                                               |                      |                  |                                                                        |                      |
| 2x05 | Cardassians          | Cliff Bole       | James Crocker, Gene Wolande, John Wright                               | 24 października 1993 |
| Na stację przybywa kardasjański chłopiec, osierocony na wojnie i wychowywany przez Bajoran. Kardasjanie chcą go odzyskać.                                                                          |                      |                  |                                                                        |                      |
| 2x06 | Melora               | Winrich Kolbe    | Evan Carlos Somers, Steven Baum, Michael Piller, James Crocker         | 31 października 1993 |
| Bashir zakochuje się w kobiecie, której gatunek jest niezdolny do chodzenia w warunkach ziemskiej grawitacji i wymyśla sposób na uwolnienie jej od konieczności korzystania z wózka inwalidzkiego. |                      |                  |                                                                        |                      |
| 2x07 | Rules of Acquisition | David Livingston | Ira Steven Behr, Hilary J. Bader                                       | 7 listopada 1993     |
| Quark reprezentuje przywódcę Ferengi w negocjacjach handlowych z planetą z Kwadrantu Gamma. Nowy doradca Quarka ukrywa swoją prawdziwą tożsamość.                                                  |                      |                  |                                                                        |                      |
| 2x08 | Necessary Evil       | James L. Conway  | Peter Allan Fields                                                     | 14 listopada 1993    |
| Zamach na życie Quarka wiąże się z nierozwiązaną sprawą morderstwa sprzed pięciu lat, w której główną podejrzaną była Kira.                                                                        |                      |                  |                                                                        |                      |
| 2x09 | Second Sight         | Alexander Singer | Mark Gehred-O’Connell, Ira Steven Behr, Robert Hewitt Wolfe            | 21 listopada 1993    |
| Sisko zakochuje się w odwiedzającej stację kobiecie, ale okazuje się, że nie jest ona tym na kogo wygląda.                                                                                         |                      |                  |                                                                        |                      |
| 2x10 | Sanctuary            | Les Landau       | Frederick Rappaport, Gabe Essoe, Kelley Miles                          | 28 listopada 1993    |
| Trzymilionowa grupa obcych uchodźców z Kwadrantu Gamma uważa Bajor za swoją legendarną ojczyznę i chce się na nim osiedlić.                                                                        |                      |                  |                                                                        |                      |
| 2x11 | Rivals               | David Livingston | Joe Menosky, Jim Trombetta, Michael Piller                             | 2 stycznia 1994      |
| Interesy Quarka są zagrożone, gdy na stację przybywa uroczy oszust, który otwiera konkurencyjny lokal.                                                                                             |                      |                  |                                                                        |                      |
| 2x12 | The Alternate        | David Carson     | Bill Dial, Jim Trombetta                                               | 9 stycznia 1994      |
| Bajorański naukowiec, dawny nauczyciel Odo, przybywa na stację z informacją o znalezieniu śladów jego pochodzenia.                                                                                 |                      |                  |                                                                        |                      |
| 2x13 | Armageddon Game      | Winrich Kolbe    | Morgan Gendel                                                          | 30 stycznia 1994     |
| O’Brien i Bashir pomagają dwóm zwaśnionym rasom pozbyć się zapasów broni biologicznej. Ich rządy chcą mieć pewność, że zniknie także cała wiedza o konstrukcji broni.                              |                      |                  |                                                                        |                      |
| 2x14 | Whispers             | Les Landau       | Paul Robert Coyle                                                      | 6 lutego 1994        |
| Po powrocie z misji w Kwadrancie Gamma, O’Brien zauważa, że cała załoga knuje przeciwko niemu. |                      |                  |                                                                        |                      |
| 2x15 | Paradise             | Corey Allen      | Jeff King, Richard Manning, Hans Beimler, Jim Trombetta, James Crocker | 13 lutego 1994       |
| Sisko i O’Brien nie mogą opuścić planety zamieszkanej przez kolonię ludzi, którzy odrzucili wszelką technologię.                                                                                   |                      |                  |                                                                        |                      |
| 2x16 | Shadowplay           | Robert Scheerer  | Robert Hewitt Wolfe                                                    | 20 lutego 1994       |
| Odo i Dax próbują rozwiązać tajemnicę zniknięć mieszkańców kolonii na planecie w Kwadrancie Gamma.                                                                                                 |                      |                  |                                                                        |                      |
| 2x17 | Playing God          | David Livingston | Jim Trombetta, Michael Piller                                          | 27 lutego 1994       |
| Dax gości Trilla będącego kandydatem do przyjęcia symbionta i odkrywa mały, ekspandujący protowszechświat, który grozi zniszczeniem stacji.                                                        |                      |                  |                                                                        |                      |
| 2x18 | Profit and Loss      | Robert Wiemer    | Flip Kobler, Cindy Marcus                                              | 20 marca 1994        |
| Quark spotyka swoją dawną miłość - Kardasjankę, która stała się polityczną uciekinierką. |                      |                  |                                                                        |                      |
| 2x19 | Blood Oath           | Winrich Kolbe    | Peter Allan Fields                                                     | 27 marca 1994        |
| Jadzia Dax spełnia przysięgę krwi złożoną przed laty wraz z trzema Klingonami przez Curzona Dax.                                                                                                   |                      |                  |                                                                        |                      |
| 2x20 | The Maquis, Part I   | David Livingston | James Crocker, Rick Berman, Michael Piller, Jeri Taylor                | 24 kwietnia 1994     |
| Mieszkający w Strefie Zdemilitaryzowanej koloniści Federacji sprzeciwiają się traktatowi pokojowemu z Kardasjanami i tworzą terrorystyczną organizację Maquis.                                     |                      |                  |                                                                        |                      |
| 2x21 | The Maquis, Part II  | Corey Allen      | Ira Steven Behr, Rick Berman, Michael Piller, Jeri Taylor              | 1 maja 1994          |
| Sisko stara się powstrzymać terrorystów Maquis i zapobiec otwartej wojnie Kardasjan z kolonistami.                                                                                                 |                      |                  |                                                                        |                      |
| 2x22 | The Wire             | Kim Friedman     | Robert Hewitt Wolfe                                                    | 8 maja 1994          |
| Bashir walczy o uratowanie życia Garaka, który jest powolnie zabijany przez implant mózgowy, od którego jest uzależniony.                                                                          |                      |                  |                                                                        |                      |
| 2x23 | Crossover            | David Livingston | Peter Allan Fields, Michael Piller                                     | 15 maja 1994         |
| Wypadek w tunelu czasoprzestrzennym powoduje, że Kira i Bashir znajdują się w lustrzanym wszechświecie, w którym Bajor jest potęgą, a ludzie niewolnikami.                                         |                      |                  |                                                                        |                      |
| 2x24 | The Collaborator     | Cliff Bole       | Gary Holland, Ira Steven Behr, Robert Hewitt Wolfe                     | 22 maja 1994         |
| Kira jest zmuszona prowadzić śledztwo przeciwko mężczyźnie którego kocha, oskarżonemu o kolaborację z Kardasjanami podczas okupacji Bajoru.                                                        |                      |                  |                                                                        |                      |
| 2x25 | Tribunal             | Avery Brooks     | Bill Dial                                                              | 5 czerwca 1994       |
| O’Brien zostaje aresztowany przez Kardasjan i postawiony przed sądem, gdzie wyrok już zapadł. |                      |                  |                                                                        |                      |
| 2x26 | The Jem'Hadar        | Kim Friedman     | Ira Steven Behr                                                        | 12 czerwca 1994      |
| Podczas wycieczki do Kwadrantu Gamma, Sisko i Quark zostają uwięzieni przez żołnierzy imperium Dominium.                                                                                           |                      |                  |                                                                        |                      |

## Sezon 3 (1994-1995)
| 3x01 | The Search, Part I        | Kim Friedman     | Ronald D. Moore, Ira Steven Behr, Robert Hewitt Wolfe                  | 26 września 1994     |
| Mając nadzieję na uniknięcie inwazji, Sisko zabiera nowy okręt USS Defiant do Kwadrantu Gamma, w poszukiwaniu przywódców Dominium.            |                           |                  |                                                                        |                      |
| 3x02 | The Search, Part II       | Jonathan Frakes  | Ira Steven Behr, Robert Hewitt Wolfe                                   | 3 października 1994  |
| Odo poznaje swoich rodaków, zaś Sisko odkrywa, że cena pokoju z Dominium może okazać się zbyt wysoka.                                         |                           |                  |                                                                        |                      |
| 3x03 | The House of Quark        | Les Landau       | Ronald D. Moore, Tom Benko                                             | 10 października 1994 |
| Quark przypadkowo zabija głowę rodu klingońskiego i staje na czele rodu nazwanego jego imieniem. Keiko zostaje zmuszona do zamknięcia szkoły. |                           |                  |                                                                        |                      |
| 3x04 | Equilibrium               | Cliff Bole       | René Echevarria, Christopher Teague                                    | 17 października 1994 |
| Dax staje się nerwowa i przeżywa tajemnicze halucynacje.                                                                                      |                           |                  |                                                                        |                      |
| 3x05 | Second Skin               | Les Landau       | Robert Hewitt Wolfe                                                    | 24 października 1994 |
| Kira zostaje porwana na Kardasję Prime, gdzie Obsydianowa Kasta próbuje jej wmówić, że w rzeczywistości jest kardasjańską agentką.            |                           |                  |                                                                        |                      |
| 3x06 | The Abandoned             | Avery Brooks     | D. Thomas Maio, Steve Warnek                                           | 31 października 1994 |
| W zakupionym wraku Quark znajduje porzucone dziecko Jem'Hadar. Odo próbuje kontrolować jego agresję.                                          |                           |                  |                                                                        |                      |
| 3x07 | Civil Defense             | Reza Badiyi      | Mike Krohn                                                             | 7 listopada 1994     |
| Przypadkowo aktywowany stary kardasjański system bezpieczeństwa próbuje zlikwidować załogę stacji.                                            |                           |                  |                                                                        |                      |
| 3x08 | Meridian                  | Jonathan Frakes  | Mark Gehred-O’Connell, Hilary J. Bader, Evan Carlos Somers             | 14 listopada 1994    |
| Defiant odnajduje w Kwadrancie Gamma planetę, która materializuje się raz na sześćdziesiąt lat. Jadzia Dax zakochuje się w jego mieszkańcu.   |                           |                  |                                                                        |                      |
| 3x09 | Defiant                   | Cliff Bole       | Ronald D. Moore                                                        | 21 listopada 1994    |
| Komandor William Riker po przybyciu na stację niespodzianie porywa USS Defiant.                                                               |                           |                  |                                                                        |                      |
| 3x10 | Fascination               | Avery Brooks     | Philip LaZebnik, Ira Steven Behr, James Crocker                        | 28 listopada 1994    |
| Ambasador Lwaxana Troi przybywa na obchody bajorańskiego festiwalu. W jego trakcie na stacji wybucha epidemia romantycznych namiętności.      |                           |                  |                                                                        |                      |
| 3x11 | Past Tense, Part I        | Reza Badiyi      | Robert Hewitt Wolfe, Ira Steven Behr                                   | 2 stycznia 1995      |
| 3x12 | Past Tense, Part II       | Jonathan Frakes  | Ira Steven Behr, René Echevarria, Ira Steven Behr, Robert Hewitt Wolfe | 9 stycznia 1995      |
| 3x13 | Life Support              | Reza Badiyi      | Ronald D. Moore, Christian Ford, Roger Soffer                          | 30 stycznia 1995     |
| 3x14 | Heart of Stone            | Alexander Singer | Ira Steven Behr, Robert Hewitt Wolfe                                   | 6 lutego 1995        |
| 3x15 | Destiny                   | Les Landau       | David S. Cohen, Martin A. Winer                                        | 13 lutego 1995       |
| 3x16 | Prophet Motive            | René Auberjonois | Ira Steven Behr, Robert Hewitt Wolfe                                   | 20 lutego 1995       |
| 3x17 | Visionary                 | Reza Badiyi      | John Shirley, Ethan H. Calk                                            | 27 lutego 1995       |
| 3x18 | Distant Voices            | Alexander Singer | Ira Steven Behr, Robert Hewitt Wolfe, Joe Menosky                      | 10 kwietnia 1995     |
| 3x19 | Through the Looking Glass | Winrich Kolbe    | Ira Steven Behr, Robert Hewitt Wolfe                                   | 17 kwietnia 1995     |
| 3x20 | Improbable Cause          | Avery Brooks     | René Echevarria, Robert Lederman, David R. Long                        | 24 kwietnia 1995     |
| 3x21 | The Die is Cast           | David Livingston | Ronald D. Moore                                                        | 1 maja 1995          |
| 3x22 | Explorers                 | Cliff Bole       | René Echevarria, Hilary J. Bader                                       | 8 maja 1995          |
| 3x23 | Family Business           | René Auberjonois | Ira Steven Behr, Robert Hewitt Wolfe                                   | 15 maja 1995         |
| 3x24 | Shakaar                   | Jonathan West    | Gordon Dawson                                                          | 22 maja 1995         |
| 3x25 | Facets                    | Cliff Bole       | René Echevarria                                                        | 12 czerwca 1995      |
| 3x26 | The Adversary             | Alexander Singer | Ira Steven Behr, Robert Hewitt Wolfe                                   | 19 czerwca 1995      |

## Sezon 4 (1995-1996)
| Nr        | Tytuł                  | Reżyseria        | Scenariusz                                                           | Premiera             |
| --------- | ---------------------- | ---------------- | -------------------------------------------------------------------- | -------------------- |
| 4x01/4x02 | The Way of the Warrior | James L. Conway  | Ira Steven Behr, Robert Hewitt Wolfe                                 | 2 października 1995  |
| 4x03      | The Visitor            | David Livingston | Michael Taylor                                                       | 9 października 1995  |
| 4x04      | Hippocratic Oath       | René Auberjonois | Lisa Klink, Nicholas Corea                                           | 16 października 1995 |
| 4x05      | Indiscretion           | LeVar Burton     | Nicholas Corea, Toni Marberry, Jack Treviño                          | 23 października 1995 |
| 4x06      | Rejoined               | Avery Brooks     | Ronald D. Moore, René Echevarria                                     | 30 października 1995 |
| 4x07      | Starship Down          | Alexander Singer | David Mack, John J. Ordover                                          | 6 listopada 1995     |
| 4x08      | Little Green Men       | James L. Conway  | Ira Steven Behr, Robert Hewitt Wolfe, Toni Marberry & Jack Treviño   | 13 listopada 1995    |
| 4x09      | The Sword of Kahless   | LeVar Burton     | Hans Beimler, Richard Danus                                          | 20 listopada 1995    |
| 4x10      | Our Man Bashir         | Winrich Kolbe    | Ronald D. Moore, Bob Gillan                                          | 27 listopada 1995    |
| 4x11      | Homefront              | David Livingston | Ira Steven Behr, Robert Hewitt Wolfe                                 | 1 stycznia 1996      |
| 4x12      | Paradise Lost          | Reza Badiyi      | Ira Steven Behr, Robert Hewitt Wolfe, Ronald D. Moore                | 8 stycznia 1996      |
| 4x13      | Crossfire              | Les Landau       | René Echevarria                                                      | 29 stycznia 1996     |
| 4x14      | Return to Grace        | Jonathan West    | Hans Beimler, Tom Benko                                              | 5 lutego 1996        |
| 4x15      | Sons of Mogh           | David Livingston | Ronald D. Moore                                                      | 12 lutego 1996       |
| 4x16      | Bar Association        | LeVar Burton     | Ira Steven Behr, Robert Hewitt Wolfe, Barbara J. Lee, Jenifer A. Lee | 19 lutego 1996       |
| 4x17      | Accession              | Les Landau       | Jane Espenson                                                        | 26 lutego 1996       |
| 4x18      | Rules of Engagement    | LeVar Burton     | Ronald D. Moore, Bradley Thompson, David Weddle                      | 8 kwietnia 1996      |
| 4x19      | Hard Time              | Alexander Singer | Robert Hewitt Wolfe, Daniel Keys Moran, Lynn Barker                  | 15 kwietnia 1996     |
| 4x20      | Shattered Mirror       | James L. Conway  | Ira Steven Behr, Hans Beimler                                        | 22 kwietnia 1996     |
| 4x21      | The Muse               | David Livingston | René Echevarria, Majel Barrett Roddenberry                           | 29 kwietnia 1996     |
| 4x22      | For the Cause          | James L. Conway  | Ronald D. Moore, Mark Gehred-O’Connell                               | 6 maja 1996          |
| 4x23      | To the Death           | LeVar Burton     | Ira Steven Behr, Robert Hewitt Wolfe                                 | 13 maja 1996         |
| 4x24      | The Quickening         | René Auberjonois | Naren Shankar                                                        | 20 maja 1996         |
| 4x25      | Body Parts             | Avery Brooks     | Hans Beimler, Louis P. DeSantis, Robert J. Bolivar                   | 10 czerwca 1996      |
| 4x26      | Broken Link            | Les Landau       | Ira Steven Behr, Robert Hewitt Wolfe, George Brozak                  | 17 czerwca 1996      |

## Sezon 5 (1996-1997)
| Nr   | Tytuł                                        | Reżyseria              | Scenariusz                                                                           | Premiera             |
| ---- | -------------------------------------------- | ---------------------- | ------------------------------------------------------------------------------------ | -------------------- |
| 5x01 | Apocalypse Rising                            | James L. Conway        | Ira Steven Behr, Robert Hewitt Wolfe                                                 | 30 września 1996     |
| 5x02 | The Ship                                     | Kim Friedman           | Hans Beimler, Pam Wigginton, Rick Cason                                              | 7 października 1996  |
| 5x03 | Looking for par'Mach in All the Wrong Places | Andrew Robinson        | Ronald D. Moore                                                                      | 14 października 1996 |
| 5x04 | Nor the Battle to the Strong                 | Kim Friedman           | René Echevarria, Brice R. Parker                                                     | 21 października 1996 |
| 5x05 | The Assignment                               | Allan Kroeker          | Bradley Thompson, David Weddle, Robert Lederman, David R. Long                       | 28 października 1996 |
| 5x06 | Trials and Tribble-ations                    | Jonathan West          | Ronald D. Moore, René Echevarria, Ira Steven Behr, Hans Beimler, Robert Hewitt Wolfe | 4 listopada 1996     |
| 5x07 | Let He Who Is Without Sin...                 | René Auberjonois       | Ira Steven Behr, Robert Hewitt Wolfe                                                 | 11 listopada 1996    |
| 5x08 | Things Past                                  | LeVar Burton           | Michael Taylor                                                                       | 18 listopada 1996    |
| 5x09 | The Ascent                                   | Allan Kroeker          | Ira Steven Behr, Robert Hewitt Wolfe                                                 | 25 listopada 1996    |
| 5x10 | Rapture                                      | Jonathan West          | Hans Beimler, L.J. Strom                                                             | 30 grudnia 1996      |
| 5x11 | The Darkness and the Light                   | Michael Vejar          | Ronald D. Moore, Bryan Fuller                                                        | 6 stycznia 1997      |
| 5x12 | The Begotten                                 | Jesús Salvador Treviño | René Echevarria                                                                      | 27 stycznia 1997     |
| 5x13 | For the Uniform                              | Victor Lobl            | Peter Allan Fields                                                                   | 3 lutego 1997        |
| 5x14 | In Purgatory's Shadow                        | Gabrielle Beaumont     | Ira Steven Behr, Robert Hewitt Wolfe                                                 | 10 lutego 1997       |
| 5x15 | By Inferno's Light                           | Les Landau             | Ira Steven Behr, Robert Hewitt Wolfe                                                 | 17 lutego 1997       |
| 5x16 | Doctor Bashir, I Presume                     | David Livingston       | Ronald D. Moore, Jimmy Diggs                                                         | 24 lutego 1997       |
| 5x17 | A Simple Investigation                       | John Kretchmer         | René Echevarria                                                                      | 31 marca 1997        |
| 5x18 | Business as Usual                            | Siddig El Fadil        | Bradley Thompson, David Weddle                                                       | 7 kwietnia 1997      |
| 5x19 | Ties of Blood and Water                      | Avery Brooks           | Robert Hewitt Wolfe, Edmund Newton, Robbin L. Slocum                                 | 14 kwietnia 1997     |
| 5x20 | Ferengi Love Songs                           | René Auberjonois       | Ira Steven Behr. Hans Beimler                                                        | 21 kwietnia 1997     |
| 5x21 | Soldiers of the Empire                       | LeVar Burton           | Ronald D. Moore                                                                      | 28 kwietnia 1997     |
| 5x22 | Children of Time                             | Allan Kroeker          | René Echevarria, Gary Holland, Ethan H. Calk                                         | 5 maja 1997          |
| 5x23 | Blaze of Glory                               | Kim Friedman           | Ira Steven Behr, Robert Hewitt Wolfe                                                 | 12 maja 1997         |
| 5x24 | Empok Nor                                    | Mike Vejar             | Hans Beimler, Bryan Fuller                                                           | 19 maja 1997         |
| 5x25 | In the Cards                                 | Michael Dorn           | Ronald D. Moore, Truly Barr Clark, Scott Neal                                        | 9 czerwca 1997       |
| 5x26 | Call to Arms                                 | Allan Kroeker          | Ira Steven Behr, Robert Hewitt Wolfe                                                 | 16 czerwca 1997      |

## Sezon 6 (1997-1998)
| Nr   | Tytuł                             | Reżyseria              | Scenariusz                                                           | Premiera             |
| ---- | --------------------------------- | ---------------------- | -------------------------------------------------------------------- | -------------------- |
| 6x01 | A Time to Stand                   | Allan Kroeker          | Ira Steven Behr, Hans Beimler                                        | 29 września 1997     |
| 6x02 | Rocks and Shoals                  | Michael Vejar          | Ronald D. Moore                                                      | 6 października 1997  |
| 6x03 | Sons and Daughters                | Jesús Salvador Treviño | Bradley Thompson, David Weddle                                       | 13 października 1997 |
| 6x04 | Behind the Lines                  | LeVar Burton           | René Echevarria                                                      | 20 października 1997 |
| 6x05 | Favor the Bold                    | Winrich Kolbe          | Ira Steven Behr, Hans Beimler                                        | 27 października 1997 |
| 6x06 | Sacrifice of Angels               | Allan Kroeker          | Ira Steven Behr, Hans Beimler                                        | 3 listopada 1997     |
| 6x07 | You Are Cordially Invited         | David Livingston       | Ronald D. Moore                                                      | 10 listopada 1997    |
| 6x08 | Resurrection                      | LeVar Burton           | Michael Taylor                                                       | 17 listopada 1997    |
| 6x09 | Statistical Probabilities         | Anson Williams         | René Echevarria, Pam Pietroforte                                     | 24 listopada 1997    |
| 6x10 | The Magnificent Ferengi           | Chip Chalmers          | Ira Steven Behr, Hans Beimler                                        | 1 stycznia 1998      |
| 6x11 | Waltz                             | René Auberjonois       | Ronald D. Moore                                                      | 8 stycznia 1998      |
| 6x12 | Who Mourns for Morn?              | Victor Lobl            | Mark Gehred-O’Connell                                                | 4 lutego 1998        |
| 6x13 | Far Beyond the Stars              | Avery Brooks           | Ira Steven Behr, Hans Beimler, Marc Scott Zicree                     | 11 lutego 1998       |
| 6x14 | One Little Ship                   | Allan Kroeker          | Bradley Thompson, David Weddle                                       | 18 lutego 1998       |
| 6x15 | Honor Among Thieves               | Allan Eastman          | René Echevarria, Philip Kim                                          | 25 lutego 1998       |
| 6x16 | Change of Heart                   | David Livingston       | Ronald D. Moore                                                      | 4 marca 1998         |
| 6x17 | Wrongs Darker Than Death or Night | Jonathan West          | Ira Steven Behr, Hans Beimler                                        | 1 kwietnia 1998      |
| 6x18 | Inquisition                       | Michael Dorn           | Bradley Thompson, David Weddle                                       | 8 kwietnia 1998      |
| 6x19 | In the Pale Moonlight             | Victor Lobl            | Michael Taylor, Peter Allan Fields                                   | 15 kwietnia 1998     |
| 6x20 | His Way                           | Allan Kroeker          | Ira Steven Behr, Hans Beimler                                        | 22 kwietnia 1998     |
| 6x21 | The Reckoning                     | Jesús Salvador Treviño | David Weddle, Bradley Thompson, Harry Werksman, Gabrielle G. Stanton | 29 kwietnia 1998     |
| 6x22 | Valiant                           | Michael Vejar          | Ronald D. Moore                                                      | 6 maja 1998          |
| 6x23 | Profit and Lace                   | Alexander Siddig       | Ira Steven Behr, Hans Beimler                                        | 13 maja 1998         |
| 6x24 | Time's Orphan                     | Allan Kroeker          | Bradley Thompson, David Weddle, Joe Menosky                          | 20 maja 1998         |
| 6x25 | The Sound of Her Voice            | Winrich Kolbe          | Ronald D. Moore, Pam Pietroforte                                     | 10 czerwca 1998      |
| 6x26 | Tears of the Prophets             | Allan Kroeker          | Ira Steven Behr, Hans Beimler                                        | 17 czerwca 1998      |

## Sezon 7 (1998-1999)
| Nr          | Tytuł                                | Reżyseria        | Scenariusz                                           | Premiera             |
| ----------- | ------------------------------------ | ---------------- | ---------------------------------------------------- | -------------------- |
| 7x01        | Image in the Sand                    | Les Landau       | Ira Steven Behr, Hans Beimler                        | 30 września 1998     |
| 7x02        | Shadows and Symbols                  | Allan Kroeker    | Ira Steven Behr, Hans Beimler                        | 7 października 1998  |
| 7x03        | Afterimage                           | Les Landau       | René Echevarria                                      | 14 października 1998 |
| 7x04        | Take Me Out to the Holosuite         | Chip Chalmers    | Ronald D. Moore                                      | 21 października 1998 |
| 7x05        | Chrysalis                            | Jonathan West    | René Echevarria                                      | 28 października 1998 |
| 7x06        | Treachery, Faith and the Great River | Steve Posey      | David Weddle, Bradley Thompson, Philip Kim           | 4 listopada 1998     |
| 7x07        | Once More Unto the Breach            | Allan Kroeker    | Ronald D. Moore                                      | 11 listopada 1998    |
| 7x08        | The Siege of AR-558                  | Winrich Kolbe    | Ira Steven Behr, Hans Beimler                        | 18 listopada 1998    |
| 7x09        | Covenant                             | René Echevarria  | John Kretchmer                                       | 25 listopada 1998    |
| 7x10        | It's Only a Paper Moon               | Anson Williams   | Ronald D. Moore, David Mack, John J. Ordover         | 30 grudnia 1998      |
| 7x11        | Prodigal Daughter                    | Victor Lobl      | Bradley Thompson, David Weddle                       | 6 stycznia 1999      |
| 7x12        | The Emperor's New Cloak              | LeVar Burton     | Ira Steven Behr, Hans Beimler                        | 3 lutego 1999        |
| 7x13        | Field of Fire                        | Tony Dow         | Robert Hewitt Wolfe                                  | 10 lutego 1999       |
| 7x14        | Chimera                              | Steve Posey      | René Echevarria                                      | 17 lutego 1999       |
| 7x15        | Badda-Bing, Badda-Bang               | Mike Vejar       | Ira Steven Behr, Hans Beimler                        | 24 lutego 1999       |
| 7x16        | Inter Arma Enim Silent Leges         | David Livingston | Ronald D. Moore                                      | 3 marca 1999         |
| 7x17        | Penumbra                             | Steve Posey      | René Echevarria                                      | 7 kwietnia 1999      |
| 7x18        | Til Death Do Us Part                 | Winrich Kolbe    | David Weddle, Bradley Thompson                       | 14 kwietnia 1999     |
| 7x19        | Strange Bedfellows                   | René Auberjonois | Ronald D. Moore                                      | 21 kwietnia 1999     |
| 7x20        | The Changing Face of Evil            | Mike Vejar       | Ira Steven Behr, Hans Beimler                        | 28 kwietnia 1999     |
| 7x21        | When It Rains...                     | Michael Dorn     | René Echevarria, Spike Steingasser                   | 5 maja 1999          |
| 7x22        | Tacking Into the Wind                | Mike Vejar       | Ronald D. Moore                                      | 12 maja 1999         |
| 7x23        | Extreme Measures                     | Steve Posey      | David Weddle, Bradley Thompson                       | 19 maja 1999         |
| 7x24        | The Dogs of War                      | Avery Brooks     | René Echevarria, Ronald D. Moore, Peter Allan Fields | 26 maja 1999         |
| 7x25 & 7x26 | What You Leave Behind                | Allan Kroeker    | Ira Steven Behr, Hans Beimler                        | 2 czerwca 1999       |